# Гонгоризм
Гонгоризм (исп. gongorismo, по имени поэта Луиса де Гонгоры), или культизм, культеранизм (исп. culteranismo, cultismo, от culto — утончённый) — направление в испанской барочной литературе XVII века, нашедшее своё выражение в формалистически-изощрённом творчестве Гонгоры, Вильямедьяны, Парависино, Рока-и-Серна, Вергары Сальседо (книга стихов «Идеи Аполлона», «Ideas de Apolo y dignas tareas del ocio cortesano», 1663), Росас (стихотворный сборник «Разговоры без карт»), Хуаны Инес де ла Крус и других.
Оппонентами гонгоризма были Лопе де Вега и Кеведо.
В английской литературе аналог культизма — эвфуизм, во французской — прециозная литература, в итальянской — маринизм.